# 辛冉
辛冉（3世纪？—305年），西晋時将軍。《晋书》又作羊冉，隴西郡人。
辛冉性情贪婪凶暴。西晋担任揚烈将軍，在驻防長安的趙王司馬倫手下。元康六年（296年），司馬倫的治理导致关中混乱，氐、羌造反，梁王司馬肜接任司馬倫。雍州刺史解系、御史中丞解結联络中書監張華，上表请求杀司馬倫亲信孙秀以向氐、羌人谢罪，张华把这件事告诉了梁王司马肜，让司马肜杀孙秀，司马肜应允。辛冉是孙秀的朋友，替孙秀向司马肜说情：“氐、羌自己起来造反，并不是孙秀的罪过。”司馬肜于是饶了他，孙秀免去一死。
永康元年（300年）十一月、益州刺史趙廞在益州作乱反晋，失敗后被殺。永康二年（301年）正月，羅尚继任益州刺史到蜀地赴任，辛冉任广汉郡太守，随羅尚一起进入蜀地。当時，益州有略陽、天水六郡百姓避難，流民首領李特曾经参与讨伐趙廞。李特等人听说罗尚到来，派弟弟李骧迎接，献上珍品宝物。羅尚大喜，任用李骧为骑督。李特与弟弟李流又在绵竹用牛、酒犒劳罗尚。辛冉和牙門将王敦劝罗尚说：“李特等人是流民专会作盗贼，应当趁机除掉。否则一定是后患。”罗尚没有听从。辛冉与李特以前有过交往，李特对李特说：“故人相逢，不是吉利便是凶险。”李特大为猜疑害怕。
三月，羅尚入成都城。朝廷文书下达益州，让开列同李特一起讨伐趙廞的六郡流民名单，准备赐以封賞。辛冉表示不满。辛冉因为和当时当政的司馬倫关系很好，想把消灭趙廞贪为己功，不执行朝廷旨意，不如实上报，流民都怨恨他。
辛冉打算杀掉流民的首领，掠取流民的财产，就和犍为郡太守李苾告诉罗尚说：“流民以前趁趙廞叛乱，剽略很多财物，应当下发公文设置关卡收取这些财物。”羅尚接受，下文给梓潼郡太守張演，在秦州、雍州归途各路口要地设置关卡，搜索流民的财宝。
罗尚派从事去监督遣送流民，限令七月上路，李特派阎式拜访罗尚，请求暂缓到冬天。辛冉和李苾表示反对。别驾杜弢想对流民宽限一年，罗尚却采用了辛冉的建议。
同年（永寧元年）九月、李特就在绵竹设棚帐来安置流民，给辛冉去文求他宽限。辛冉大怒，派人在街道张贴告示，悬赏捉拿李特兄弟。流民归附李特的人越来越多，一月之间超过两万人。辛冉等人都各把持着强大的兵力，罗尚不能制服，李特于是作好充分警戒。
十月，李特把部下分作两个军营驻扎，李特在北营，李流在东营。辛冉于是和李苾互相商议说：“羅侯（羅尚）贪婪而无决断能力，日复一日，使流民奸计能够得以施展。李特兄弟都有武勇的才能，我们势必会被李特俘虏，应当为此作出决策，罗尚不值得再去请示。”就派广汉都尉曾元、牙门张显、劉並等暗中带领三万步骑兵袭击李特的营帐。罗尚听说后，也派督护田佐援助曾元。李特按兵不动，等到曾元的人马进来了一半，埋伏的人马突然向他们猛击，晋军损失很多人，田佐、曾元、张显都战死。李特将三人的首级送给罗尚、辛冉。羅尚对諸将说：“李特这个贼虏终于势成而离去，而广汉太守辛冉不听我的话，使李特的气势更为嚣张，现在该怎么办？”
六郡的流民一致推举李特为镇北大将军，李特派遣驃騎将軍李輔、驍騎将軍李驤进军广汉攻打辛冉。辛冉出兵迎战，屡次败北，广汉被包围。羅尚派遣李苾、費遠救援辛冉，但他们害怕李特，而不敢向前。辛冉归罪于綿竹县令岐苞，将他斩杀，最后突围逃奔德阳。
辛冉随后依附荊州刺史劉弘。永興二年（305年），辛冉劝刘弘游说割据江漢称霸自立，劉弘被激怒，将辛冉斬杀。